# Pseudocnides
Pseudocnides is een geslacht van kevers uit de familie van de loopkevers (Carabidae). De wetenschappelijke naam van het geslacht is voor het eerst geldig gepubliceerd in 1927 door Jeannel.

## Soorten
Het geslacht Pseudocnides omvat de volgende soorten:
- Pseudocnides equatorialis Mateu & Negre, 1972
- Pseudocnides jacquesi Bonniard De Saludo, 1970
- Pseudocnides monolcus (Putzeys, 1870)
- Pseudocnides orophilus Mateu & Negre, 1972
- Pseudocnides patagonicus (Schweiger, 1959)
- Pseudocnides rugosifrons (Jeannel, 1920)
- Pseudocnides solieri Jeannel, 1954